# Ogadens nationella befrielsefront
Ogadens nationella befrielsefront (ONLF) är en separatistisk rebellgrupp i Ogaden, östra Etiopien, som har som mål att Ogaden skall bli en egen statsbildning.

## Historik
ONLF bildades 1984 och kan ses som en fortsättning på konflikten mellan Somalia och Etiopien om Ogadenregionen, en konflikt som grundades under kolonialtiden då olika delar av Afrika tilldelades olika europeiska länder, och som under 1970-talet kulminerade i Ogadenkriget.
De svenska journalisterna Martin Schibbye och Johan Persson tog sig in i Ogadenområdet 2011 med hjälp av ONLF-gerillan vid deras misslyckade försök att rapportera om de övergrepp som flyktingar vittnat om pågick där och kopplingarna det hade till oljeföretaget Africa Oils verksamhet i regionen.

### Rekrytering
ONLF rekryterar i huvudsak från Ogadenklanen, vilken utgör omkring hälften av den regionala befolkningen.